# Chalèze
Chalèze ist eine französische Gemeinde mit 375 Einwohnern (Stand: 1. Januar 2022) im Département Doubs in der Region Bourgogne-Franche-Comté. Sie gehört zum Arrondissement Besançon und ist Mitglied im Gemeindeverband Grand Besançon Métropole. Die Bewohner werden Chaléziens und Chaléziennes genannt.

## Geographie
Chalèze liegt auf 250 m, etwa sechs Kilometer nordöstlich der Stadt Besançon (Luftlinie). Das Dorf erstreckt sich im Doubstal auf der linken südlichen Seite des Flusses, am nordwestlichen Rand des Juras, am Nordfuß der Jura-Randkette (Côte).
Die Fläche des 5,68 km² großen Gemeindegebiets umfasst einen Abschnitt des Doubstals. Der Doubs fließt mit mehreren Windungen durch die hier rund 2 Kilometer breite, flache Talniederung und wird vom Rhein-Rhône-Kanal begleitet. Er bildet meist die nördliche respektive westliche Grenze; nur ein kleiner Anteil des Gemeindebannes befindet sich jenseits des Flusses. Nach Süden erstreckt sich das Gemeindeareal über die flache Talniederung und den angrenzenden bewaldeten Steilhang, der an mehreren Orten von Kalkfelsbändern durchzogen wird, bis auf den Kamm der Jura-Randkette. Diese bildet in geologisch-tektonischer Hinsicht eine Antiklinale des Faltenjuras. Auf der vom Bois des Epesses bedeckten Höhe wird mit 552 m die höchste Erhebung von Chalèze erreicht.
Nachbargemeinden von Chalèze sind Thise und Roche-lez-Beaupré im Norden, Vaire im Osten, Gennes und Montfaucon im Süden sowie Chalezeule im Westen.

## Geschichte
Im Mittelalter gehörte Chalèze zur Herrschaft Montfaucon. Zusammen mit der Franche-Comté gelangte das Dorf mit dem Frieden von Nimwegen 1678 definitiv an Frankreich. Wegen seiner Nähe zum Doubs war das Dorf oft von Überschwemmungen betroffen.

## Sehenswürdigkeiten
Die Kirche Notre-Dame de la Nativité wurde von 1725 bis 1730 an der Stelle eines mittelalterlichen Gotteshauses neu erbaut. Der heutige Glockenturm stammt von 1838.
|  |  |

## Bevölkerung
| Jahr                       | 1962 | 1968 | 1975 | 1982 | 1990 | 1999 | 2004 | 2018 |
| Einwohner                  | 192  | 237  | 323  | 383  | 379  | 367  | 390  | 366  |
| Quellen: Cassini und INSEE |      |      |      |      |      |      |      |      |

Mit 375 Einwohnern (Stand 1. Januar 2022) gehört Chalèze zu den kleinen Gemeinden des Départements Doubs. Nachdem die Einwohnerzahl in der ersten Hälfte des 20. Jahrhunderts stets im Bereich zwischen 160 und 200 Personen gelegen hatte, wurde in den 1960er und 1970er Jahren ein deutliches Bevölkerungswachstum verzeichnet. Seither verblieb die Einwohnerzahl auf konstantem Niveau.

## Wirtschaft und Infrastruktur

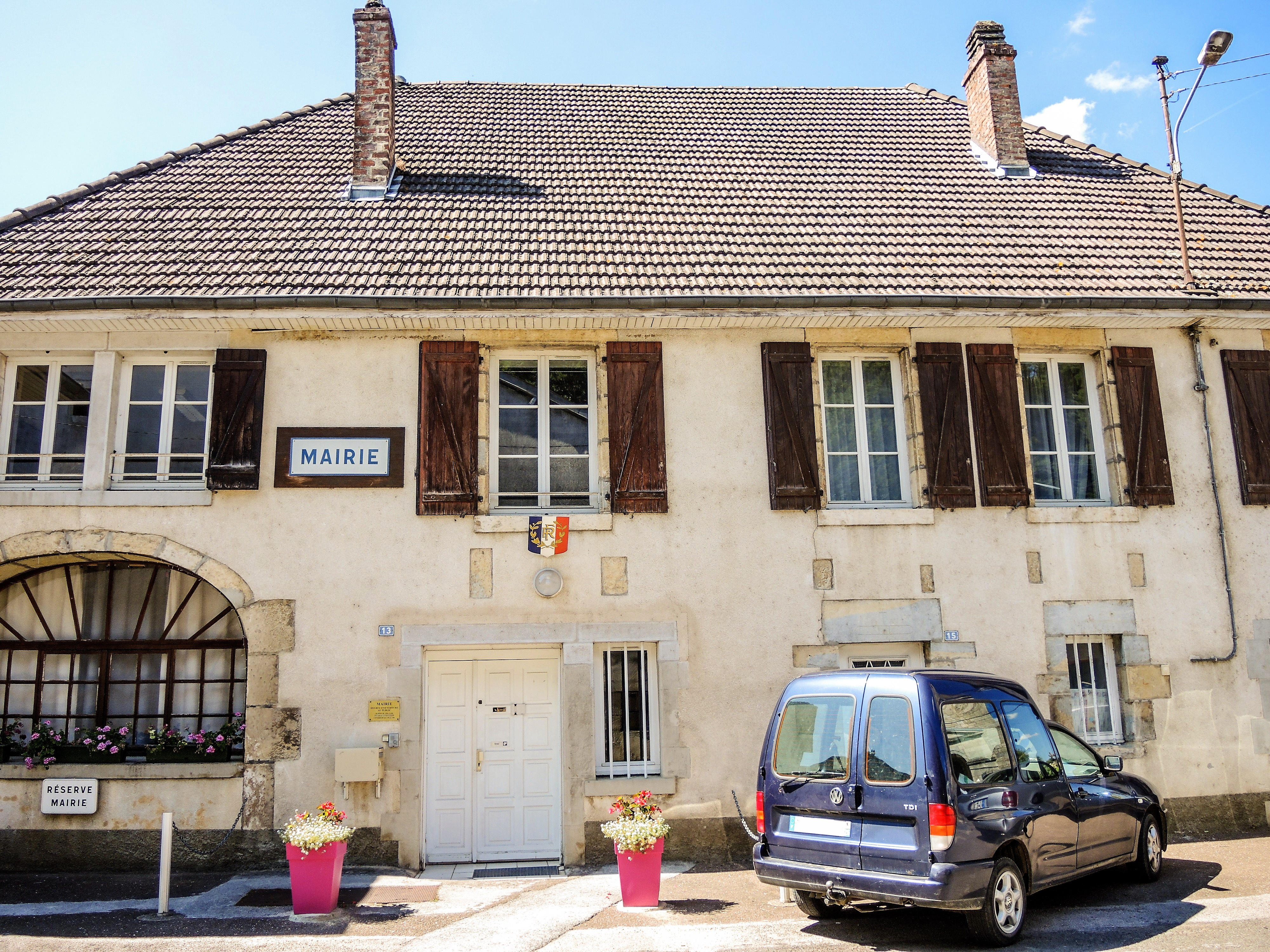
Rathaus von Chalèze

Chalèze war bis weit ins 20. Jahrhundert hinein ein vorwiegend durch die Landwirtschaft (Ackerbau, Obstbau und Viehzucht) geprägtes Dorf. Daneben gibt es heute einige Betriebe des lokalen Kleingewerbes, unter anderem eine Schreinerei und ein Betrieb, der Kanus und Kajaks herstellt. Mittlerweile hat sich das Dorf auch zu einer Wohngemeinde gewandelt. Viele Erwerbstätige sind deshalb Wegpendler, die in der Agglomeration Besançon ihrer Arbeit nachgehen.
Die Ortschaft liegt zwar abseits der größeren Durchgangsstraßen, ist aber trotzdem verkehrstechnisch gut erschlossen. Die Hauptzufahrt erfolgt von der Hauptstraße N83, die von Besançon nach Montbéliard führt. Der nächste Anschluss an die Autobahn A36 befindet sich in einer Entfernung von ungefähr elf Kilometern. Weitere Straßenverbindungen bestehen mit Vaire-Arcier und Montfaucon.